# Dylan Smith
Dylan Scott Smith (Montreal) is een Canadees acteur. Hij speelde in diverse films en series, waaronder Maze Runner: The Death Cure, De Slag om de Schelde en The Lord of the Rings: The Rings of Power.

## Filmografie

### Film
- 2002: Al's Lads, als Saul
- 2004: Geraldine's Fortune, als Josh Fisher
- 2006: 300, als Sentry
- 2008: Kit Kittredge: An American Girl, als Frederich
- 2009: Love & Savagery, als Sean Collines
- 2010: Hangnail, als Kenny
- 2011: High Chicago, als Tiny
- 2011: Immortals, als Stephanos
- 2012: Eddie, als Eddie
- 2012: Total Recall, als Hammond
- 2015: Forsaken, als Little Ned
- 2015: Twine, als Esus
- 2016: October 9th, als vader
- 2016: Spectral, als Talbot
- 2017: The Mummy, als piloot
- 2017: Jonah, als Fergus
- 2018: Maze Runner: The Death Cure, als Jasper
- 2018: Lemonade, als Daniel
- 2019: First Cow, als Trapper Jack
- 2020: De Slag om de Schelde, als kolonel Stewart
- 2021: SAS: Red Notice, als Alex

### Televisie
- 1995: Sugartime, als gevangenisbewaker
- 2001: Murder on the Orient Express, als Tony Foscarelli
- 2001: EastEnders, als Ricardo
- 2008: The Englishman's Boy, als Ed Grace
- 2009: Cold Blood, als Chris Brown
- 2010: Murdoch Mysteries, als Quentin Quinn
- 2012: Alphas, als Ted Asher
- 2013: Republic of Doyle, als Dante Peterson
- 2016: Ripper Street, als Tristram Blanchard
- 2016: Dawn, als Lakan
- 2017: Into the Badlands, als Jenkins
- 2019: I Am the Night, als Sepp
- 2019: MotherFatherSon, als mr. Roberts
- 2019: Treadstone, als Lowell
- 2022: The Lord of the Rings: The Rings of Power, als Largo Brandyfoot
- 2024: Showtrial, als dokter Towler
- 2024-2025: Konflikti, als Tim Adler